# Formula di Dawes
La Formula di Dawes (o Limite di Dawes) è una formula matematica che esprime il massimo potere risolutivo di un microscopio o di un telescopio.
La formula è denominata in onore di W. R. Dawes, astronomo inglese.

## Formulazione matematica
La formula è espressa come:
{\displaystyle \alpha =\arcsin \left({\frac {\lambda }{d}}\right)\approx {\frac {\lambda }{d}}}
Facendo riferimento a lunghezze d'onda corrispondenti alla luce visibile, si ottengono le utili formule di riferimento:
- {\displaystyle \alpha =11,6/d};  se "d" è espresso in centimetri, {\displaystyle \alpha } in arcosecondi
- {\displaystyle \alpha =4,56/d}; se "d" è espresso in pollici, {\displaystyle \alpha } arcosecondi

Dove:
- "d" è il diametro della lente principale (apertura)
- {\displaystyle \alpha } è il potere di risoluzione dello strumento.